# Arrowsmith (filme)
Arrowsmith (bra: Médico e Amante; prt: Arrowsmith) é um filme estadunidense de 1931, do gênero drama, realizado por John Ford, com roteiro de Sidney Howard baseado no romance Arrowsmith, de Sinclair Lewis.

## Sinopse
O filme é sobre um dedicado médico investigador que se mantém leal aos seus ideais apesar de ter perdido a sua mulher e apesar da tentação de começar algo de novo com uma jovem rica.

## Elenco
- Ronald Colman ..... Dr. Martin Arrowsmith
- Helen Hayes ..... Leora Arrowsmith
- Richard Bennett ..... Gustav Sondelius
- Myrna Loy